# Jack Clark
Pour les articles homonymes, voir Clark.
Jack Anthony Clark (né le 10 novembre 1955 à New Brighton, Pennsylvanie, États-Unis) est un voltigeur, joueur de premier but et frappeur désigné au baseball. Il a joué dans les Ligues majeures de 1975 à 1992, frappant 340 coups de circuit pour les cinq équipes avec lesquelles il s'est aligné. 
Clark est invité au match des étoiles en quatre occasions et gagne deux fois le Bâton d'argent du meilleur joueur offensif à sa position sur le terrain. Ses succès en offensive lui valent le surnom Jack The Ripper.

## Carrière

### Giants de San Francisco
Jack Clark est drafté par les Giants de San Francisco au 13e tour de sélection en 1973. Il amorce sa carrière dans le baseball majeur avec les Giants le 12 septembre 1975 et joue avec San Francisco jusqu'en 1984. Ce frappeur de puissance cogne au minimum 20 coups de circuit dans cinq saisons différentes pour les Giants, en plus d'amasser une bonne quantité de doubles. Il est deuxième de la Ligue nationale pour les coups de deux buts en 1978 avec 46 et cinquième pour les points produits avec 98. En 1982, il est cinquième de la Nationale avec 103 points produits, son plus haut total en une saison comme joueur des Giants. Il se classe aussi à quelques reprises dans le top 5 de la ligue pour la moyenne de puissance et la moyenne de présence sur les buts. Il honore en 1978 et 1979 ses deux premières sélections au match des étoiles.
En marge de ses succès sur le terrain, Jack Clark fait aussi parler de lui pour ses critiques envers le Candlestick Park, stade où évoluent les Giants de l'époque et jugé par plusieurs joueurs et partisans comme peu propice au baseball, en raison du froid et des vents qui y soufflent. Il a aussi une très mauvaise relation avec le manager Frank Robinson, qui dirige les Giants de 1981 à 1984. Lorsqu'en 1982 Robinson s'absente pour être honoré au Temple de la renommée du baseball, où il vient d'être élu pour son illustre carrière de joueur, Clark déclare à un journaliste qu'être dispensé de Robinson pendant une journée ou deux est la meilleure chose qui puisse arriver à l'équipe.

### Cardinals de Saint-Louis
Le 1er février 1985, Clark est échangé aux Cardinals de Saint-Louis contre quatre joueurs : l'arrêt-court José Uribe, le lanceur gaucher Dave LaPoint, le premier but David Green et le voltigeur et premier but Gary Rajsich.
Clark continue de terroriser les lanceurs adverses une fois passé chez les Cardinals. À sa première année (1985) à Saint-Louis, il est invité au match des étoiles, frappe 22 circuits et produit 87 points. Il gagne le Bâton d'argent du meilleur joueur de premier but offensif de sa ligue. C'est en 1985 que Clark, joueur de champ extérieur à San Francisco, assume à temps plein les responsabilités de joueur de premier coussin. 
Avec une moyenne au bâton de ,381 en six matchs, plus un circuit et quatre points produits, il aide les Cards à décrocher le titre de la Ligue nationale en l'emportant sur les Dodgers de Los Angeles en Série de championnat 1985. Dans le sixième et dernier match entre les deux équipes, son circuit de trois points en neuvième manche contre Tom Niedenfuer des Dodgers transforme le déficit de 4-5 des Cards en éclatante victoire de 7-5 qui leur permet de passer en Série mondiale 1985. Il fait marquer quatre points en sept parties dans la série finale du baseball majeur, mais Saint-Louis s'incline devant Kansas City. Clark est impliqué dans l'un des jeux les plus controversés de l'histoire des Séries mondiales le 26 octobre, dans le sixième duel Royals-Cardinals, à Kansas City. En neuvième manche, lorsque Saint-Louis est sur le point de gagner le titre, Clark récupère du premier but un faible roulant du frappeur Jorge Orta et remet la balle au lanceur Todd Worrell pour enregistrer le retrait. L'arbitre Don Denkinger déclare cependant le joueur des Royals sauf, alors que la reprise télévisée montre clairement qu'il ne l'était pas. Kansas City revient de l'arrière pour gagner le match puis la finale dans le match suivant.
En 1987, Jack Clark mène la Ligue nationale pour la moyenne de puissance (,597) et la moyenne de présence sur les buts (,459). Il domine les majeures en soutirant 136 buts-sur-balles aux lanceurs. Il frappe son sommet en carrière de 35 circuits et produit 106 points, un autre record personnel. Invité pour la quatrième fois à la partie d'étoiles, il termine au troisième rang derrière Andre Dawson des Cubs de Chicago et son coéquipier des Cards, Ozzie Smith, au vote du joueur de l'année dans la Nationale. Il remporte son deuxième Bâton d'argent, une fois de plus à la position de premier but.

### Yankees de New York
Après sa meilleure saison en carrière en 1987 à Saint-Louis, Clark devient agent libre et passe à la Ligue américaine, signant le 6 janvier 1988 un lucratif contrat de deux ans à 1,5 million de dollars par saison avec les Yankees de New York. Le poste de premier but étant occupé par Don Mattingly à New York, Clark se voit confier le rôle du frappeur désigné. Il frappe 27 circuits et produit 93 points à sa seule saison dans le Bronx. Cependant, Clark n'a plus l'intention d'honorer la seconde saison de son contrat et demande aux Yankees de l'échanger à une autre équipe, préférablement de la Ligue nationale. Les Yankees l'exaucent le 24 octobre 1988 lorsqu'ils le transfèrent avec le lanceur gaucher Pat Clements aux Padres de San Diego, en retour des lanceurs droitiers Lance McCullers et Jimmy Jones et du voltigeur Stan Jefferson.

### Padres de San Diego
Clark frappe 26 circuits et produit 94 points pour San Diego en 1989, mène tout le baseball majeur pour les buts-sur-balles avec 132 et reçoit, pour la sixième (et dernière) fois en carrière, des votes au scrutin déterminant le meilleur joueur de la saison. Il est deuxième de la Nationale pour la moyenne de présence sur les buts (,410). Il retrouve la position de joueur de premier but qu'il occupait à Saint-Louis.
Auteur de 25 circuits en 1990, il mène la Nationale pour les buts-sur-balles reçus, avec 104.

### Red Sox de Boston
De nouveau agent libre, Clark rejoint les Red Sox de Boston, qui lui accordent un contrat de 8,7 millions de dollars pour trois saisons. De nouveau frappeur désigné, claque 28 longues balles en 1991. Il ne joue qu'une demi-saison pour Boston en 1992 et cette année est marquée par ses problèmes hors du terrain. Incapable de payer sa luxueuse résidence de Californie et ses 18 voitures, Clark déclare faillite, l'une des plus médiatisées du sport professionnel nord-américain à l'époque. Il perd sa maison de 2,4 millions de dollars et ses investissements dans une équipe de dragster.

### Fin de carrière
Libéré par les Red Sox au camp d'entraînement suivant et mis sous contrat en mars 1993 par les Expos de Montréal, il tente de retrouver la forme à leur site d'entraînement en Floride mais cet essai est infructueux et il ne rejoint jamais l'équipe.

### Palmarès
Jack Clark termine sa carrière avec 1826 coups sûrs, 332 doubles, 340 circuits, 1180 points produits et 1118 points marqués en 1994 parties jouées dans le baseball majeur. Sa moyenne au bâton en carrière est de ,267. Ses moyennes de puissance et de présence sur les buts s'élèvent respectivement à ,476 et ,379. Avec 1262 buts-sur-balles obtenus des lanceurs adverses, il se classe encore en date de 2011 parmi les 50 meilleurs à ce chapitre dans l'histoire du baseball. Il est admissible à l'élection au Temple de la renommée du baseball en 1998 mais ne récolte pas suffisamment d'appuis pour voir son nom apparaître sur les bulletins de vote dans les années subséquentes.

## Après-carrière
Jack Clark est occasionnellement invité comme commentateur sportif à la télévision. En janvier 2010, après que l'ancienne vedette des Cardinals Mark McGwire ait publiquement admis avoir consommé des stéroïdes durant sa carrière de baseballeur, Jack Clark y va d'une charge remarquée à l'endroit des athlètes dopés ou suspectés de dopage. En plus de ne pas ménager les insultes envers McGwire, Alex Rodriguez, Rafael Palmeiro, Roger Clemens, Barry Bonds et Sammy Sosa et de demander qu'ils soient bannis à vie du baseball, il met en doute la parole de Tony La Russa, manager de McGwire à Saint-Louis et Oakland, lorsque celui-ci affirme n'avoir jamais suspecté que son joueur vedette ait été dopé. Clark doit participer à une activité promotionnelle des Cardinals en 2010 où d'anciennes vedettes de la franchise sont invitées, et il indique qu'il refusera de saluer McGwire ou d'échanger une poignée de main avec lui. Les deux hommes n'apparaissent pas publiquement sur la même tribune lors de l'événement en question.